# Jean Doujat
Jean Doujat (* 1609 in Toulouse; † 27. Oktober 1688 in Paris) war ein französischer Rechtswissenschaftler, Schriftsteller, Romanist, Hispanist und Provenzalist.

## Leben und Werk
Doujat gehörte einer Juristenfamilie von Toulouse an. 1637 wurde er dort Parlamentsanwalt, 1639 desgleichen in Paris. Ab 1650 war er Mitglied der Académie française, ab 1651 Professor für Kanonisches Recht am Collège Royal (heute: Collège de France), ab 1655 Professor an der Sorbonne (dort später auch Dekan). 1669 wurde er (statt des ebenfalls vorgeschlagenen César-Pierre Richelet) Hauslehrer des Dauphin (Louis de Bourbon, dauphin de Viennois), der auch als Erwachsener zu ihm Kontakt hielt und für dessen Sohn Louis de Bourbon, dauphin de Viennois, duc de Bourgogne er eine Schrift über die Gestalten des Alten Testaments verfasste.
In Toulouse ist seit 1974 eine Straße nach ihm benannt.

## Werke

### Romanistik
- Dictiounairi moundi en la oun soun enginat principalomen les mouts les pus escarriés, an l’explicaciu francezo. Dictionnaire de la langue toulousaine, contenant principalement les mots les plus éloignés du français, avec leur explication, augmenté du virement des mots anciens aux typiques dires d’aujourd’hui, Toulouse 1638, 1642, 1678, 1694, 1700, 1713, 1716, 1769, 1774; hrsg. von Gabriel Visner, Toulouse 1895, Genf/Marseille 1974, Nîmes 2004 (oft zusammen mit  Ausgaben der Werke von Pierre Godolin),
- Grammaire espagnole abrégée, dédiée à Mlle d’Estampes de Valencey, Paris 1644 (166 Seiten)
- Moyen aisé d’apprendre les langues, qui par leur origine ont de la conformité avec celles que nous sçavons, mis en pratique sur la langue espagnole, Paris 1646 (44 Seiten)

### Weitere Werke
- Abrégé de l’histoire romaine et grecque, en partie traduit de Velleius Paterculus, et en partie tiré des meilleurs auteurs de l’Antiquité, Paris 1672
- Histoire du droit canonique,  Paris 1675, 1680, 1685, Lyon 1699
- Historia juris civilis Romanorum, Paris 1678
- Eloges des personnes illustres de l’ancien Testament pour donner quelque teinture de l’histoire sacrée à l’usage de Mgr. le duc de Bourgogne, Paris 1688, 1738